# Liste der Kulturgüter in Pont-en-Ogoz
Die Liste der Kulturgüter in Pont-en-Ogoz enthält alle Objekte in der Gemeinde Pont-en-Ogoz im Kanton Freiburg, die gemäss der Haager Konvention zum Schutz von Kulturgut bei bewaffneten Konflikten, dem Bundesgesetz vom 20. Juni 2014 über den Schutz der Kulturgüter bei bewaffneten Konflikten sowie der Verordnung vom 29. Oktober 2014 über den Schutz der Kulturgüter bei bewaffneten Konflikten unter Schutz stehen.
Objekte der Kategorien A sind vollständig in der Liste enthalten, Objekte der Kategorie B sind im Gemeindegebiet nicht ausgewiesen, Objekte der Kategorie C fehlen zurzeit (Stand: 1. Januar 2023).

## Kulturgüter
| Foto | | Objekt | Kat. | Typ | Standort                                              | Beschreibung |
| ---- | --- | --- | ---- | --- | ----------------------------------------------------- | ------------ |
| ja   | Datei hochladen · Wikidata zu Bauernhof von Théodore Gaillard im Jahr 1818 (Q29479230)                            | Bauernhof von Théodore Gaillard im Jahr 1818 / Ferme de Théodore Gaillard en 1818 KGS-Nr.: 01941                                                                | A    | G   | Avry-devant-Pont, Route de la Tour 35 572513 / 170932 |              |
| ja   | Datei hochladen · Wikidata zu Vers-les-Tours, mittelalterliche Burg- und Stadtruinen von Pont-en-Ogoz (Q14565339) | Vers-les-Tours, mittelalterliche Burg- und Stadtruinen von Pont-en-Ogoz / Vers-les-Tours, ruines du château et du bourg médiéval de Pont-en-Ogoz KGS-Nr.: 10475 | A    | F   | 574110 / 171960                                       |              |